# Kylie Rogers
Kylie Anne Rogers, född den 18 februari 2004 i Houston, Texas, är en amerikansk skådespelare.
Rogers slog igenom som skådespelare 2016 då hon spelade en av huvudrollerna i filmen Miracles from Heaven. Hon har även medverkat bland annat i TV-serierna Home Before Dark 2020–2021 och Yellowstone 2018–2022. 2023 medverkar hon i filmen Beau Is Afraid.

## Filmografi (i urval)
- 2015: Fathers & Daughters
- 2016: Miracles from Heaven
- 2018–2022: Yellowstone (TV-serie)
- 2020–2021: Home Before Dark (TV-serie)
- 2023: Beau Is Afraid
- 2026 – Mercy